# Seznam najvišjih stavb v Sloveniji
Seznam najvišjih stavb in zgradb v Sloveniji po uradni višini razvršča vse stavbe in zgradbe, ki so bile kadarkoli zgrajene na ozemlju Slovenije. Najvišja stavba v Sloveniji je trenutno 106 metrov visok Razgledni stolp Kristal v Rogaški Slatini. Najvišji objekt v Sloveniji pa je Trboveljski dimnik, ki v višino meri 360 metrov. 

## Najvišje stavbe
| #   | Slika | Zgradba                          | Naselje            | Višina | Nivoji | Leto               | Opombe |
| --- | ----- | -------------------------------- | ------------------ | ------ | ------ | ------------------ | --- |
|     |       | Razgledni stolp Kristal          | Rogaška Slatina    | 106 m  |        | 2024               | Najvišja stavba Sloveniji. |
| 1.  |       | Kristalna palača                 | Ljubljana          | 89 m   | 20     | 2011               | [ 2 ] |
| 2.  |       | Celovška dvojčka - Južni stolp   | Ljubljana          | 85 m   | 21     | 2023               | Najvišji stanovanjski stavbi v Sloveniji. |
|     |       | Celovška dvojčka - Severni stolp | Ljubljana          | 85 m   | 21     | 2023               | Najvišji stanovanjski stavbi v Sloveniji. |
| 3.  |       | Hotel Intercontinental Ljubljana | Ljubljana          | 81,5 m | 21     | 2017               | S konico do višine 100 m. |
| 4.  |       | Atower                           | Ljubljana          | 81 m   | 23     | 2021               | Namembnost - hotel. S konico do višine 90 m. |
| 5.  |       | Situla                           | Ljubljana          | 75 m   | 21     | 2013               | |
| 6.  |       | World trade center Ljubljana     | Ljubljana          | 72 m   | 18     | 1993               | |
| 7.  |       | Nebotičnik                       | Ljubljana          | 70 m   | 13     | 1933               | Prvi nebotičnik v Sloveniji, ob izgradnji najvišja stavba v Sloveniji in na celotnem Balkanu ter deveta najvišja stavba v Evropi. |
| 8.  |       | Cerkev sv. Jožefa                | Ljubljana          | 69 m   | —      | 1922               | Najvišji cerkveni zvonik v Sloveniji. |
| 9.  |       | Trg republike 3                  | Ljubljana          | 69 m   | 17     | 1973               | |
| 10. |       | Stolpnica BTC                    | Ljubljana          | 67 m   | 12     | 2000               | |
| 11. |       | Betnavski park                   | Maribor            | 67 m   | 17     | 2010               | Tri blok stolpnice enake višine z istim številom nadstropij. Najvišje stavbe v Sloveniji izven Ljubljane. |
| 12. |       | Petrolova stolpnica              | Ljubljana          | 67 m   | 16     | 1979               | |
| 13. |       | S2                               | Ljubljana          | 66,6 m | 15     | 1981               | [ 6 ] |
| 14. |       | Avtotehna                        | Ljubljana          | 66,2 m | 16     | 1969               | |
| 15. |       | Kirurška stolpnica UKC Maribor   | Maribor            | 65,5 m | 16     | 1973               | |
| 16. |       | Cerkev sv. Jakoba                | Ljubljana          | 65 m   | —      | 1615               | Sedanji zvonik je bil nadgrajen leta 1895 |
| 17. |       | stolpnice v BS3                  | Ljubljana          | 63,7 m | 21     | 1981               | |
| 18. |       | Delova stolpnica                 | Ljubljana          | 63,6 m | 15     | 1981               | |
| 19. |       | Eda center                       | Nova Gorica        | 62 m   | 15     | 2011               | |
| 20. |       | Cerkev sv. Jurija                | Slovenske Konjice  | 62 m   | —      | konec 13. stoletja | V 18. stoletju (1720) je bil zvonik povišan in je dobil tedanjo baročno kupolasto streho. |
| 21. |       | Stolnica sv. Nikolaja            | Murska Sobota      | 60 m   | —      | 1912               | Zvonik je ostal še od prejšnje srednjeveške cerkve. |
| 22. |       | Cerkev sv. Martina               | Šmartno pri Litiji | 60 m   | —      | 1901               | |
| 23. |       | Metalka                          | Ljubljana          | 60 m   | 15     | 1963               | |
| 24. |       | Trg republike 2                  | Ljubljana          | 60 m   | 12     | 1975               | |
| 25. |       | R5                               | Ljubljana          | 59 m   | 17     | 2010               | |
| 26. |       | Radisson Blu Plaza Hotel         | Ljubljana          | 58,5 m | 17     | 2012               | |
| 27. |       | Bazilika Matere Usmiljenja       | Maribor            | 58 m   | —      | 1900               | |
| 28. |       | Stolnica sv. Janeza Krstnika     | Maribor            | 57 m   | —      | 1623               | Zvonik je bil prvotno visok 76 metrov, vendar so ga po udaru strele leta 1792 znižali na zdajšnjo višino. Najvišja stavba na Slovenskem od leta 1623 do leta 1895. |
| 29. |       | Cerkev sv. Jurija                | Ptuj               | 57 m   | —      | 1558               | Pozidan je bil že v času gotike, posebej pa ga omenja mestni statut iz leta 1376. Leta 1556 je ptujska mestna oblast naročila italijanskemu gradbeniku Antoniu de Pivo, naj na mestu starega zvonika postavi novega. Prvotno se je zvonik dvigal v višino petih etaž in je bil prekrit z dvokapno streho, po požaru leta 1705 pa so se meščani zaradi varnosti odločili, da ga znižajo za eno etažo. Takrat je zvonik dobil čebulasto streho. |
| 30. |       | Stolpnice na Topniški            | Ljubljana          | 56 m   | 17     | 1970-72            | Tri stolpnice iste višine z istim številom nadstropij. |
| 31. |       | Nebotičnik                       | Kranj              | 55,2 m | 17     | 1964               | Kranjski nebotičnik je bil nekoč najvišja stavba v Sloveniji. Prvotno je bila v pritličju zajtrkovalnica, od 1. do 5. nadstropja poslovni prostori, od 6. do 14. nadstropja so bila stanovanja, v 15. in 16. so bile sobe (prenočišča) v 17. nadstropju je bila razgledna kavarna in restavracija. Danes so v nebotičniku le še stanovanja in poslovni prostori. Zadnje etaže so bile kasneje spremenjene v stanovanja. Restavracijo v 17. nadstropju so preuredili v pisarne. Nekoč se je na strehi nebotičnika vrtel osvetljen neonski logotip podjetja Iskra Kranj. |
| 32. |       | Stolnica Koper                   | Koper              | 53 m   | —      | 12. stoletje       | Nekdanji romanski mestni stolp iz 12. stoletja, leta 1644 je bil zvonik nadzidan z oktagonalno piramidalno kapo oglejskega tipa. |

## Najvišji objekti
| #   | Slika | Zgradba                             | Naselje   | Višina | Nivoji | Leto    | Opombe |
| --- | ----- | ----------------------------------- | --------- | ------ | ------ | ------- | --- |
| 1.  |       | Dimnik TET blok 4                   | Trbovlje  | 360 m  | —      | 1976    | Je najvišji objekt, ki je bil kadarkoli zgrajen v Sloveniji. Sicer pa je to najvišji dimnik v Evropi in sedmi najvišji na svetu.                                                   |
| 2.  |       | Dimnik TEŠ blok 5                   | Šoštanj   | 230 m  | —      | 1978    | Drugi največji dimnik in druga najvišja zgradba kadarkoli zgrajena v Sloveniji. Dimnik bloka 5.                                                                                    |
| 3.  |       | Hladilni stolp TEŠ bloka 6          | Šoštanj   | 165 m  | —      | 2012    | |
| 4.  |       | Dimnik TEŠ bloka 4                  | Šoštanj   | 150 m  | —      | 1972    | |
| 4.  |       | Dimnik Šiška, Energetika LJ         | Ljubljana | 150 m  | —      | 1981    | |
| 5.  |       | Dimnik Talum Kidričevo              | Kidričevo | 143 m  | —      | 1947-96 | Dimnik so porušili na tovarniški praznik 21. novembra 1996. |
| 6.  |       | Kotel TEŠ bloka 6                   | Šoštanj   | 122 m  | —      | 2014    | |
| 7.  |       | Dimnik Moste, Toplarna LJ           | Ljubljana | 101 m  | —      | 1966    | |
| 8.  |       | Dimnik TEŠ bloki 1,2,3              | Šoštanj   | 100 m  | —      | 1956    | |
| 8.  |       | Oddajnik Krvavec                    | Krvavec   | 100 m  | —      | 1991    | Najvišji televizijski oddajnik/antena v Sloveniji. Stari kovinski stolp je bil na istem mestu zgrajen že leta 1957, a so ga podrli, saj je bil poškodovan v osamosvojitveni vojni. |
| 9.  |       | Kotel TEŠ bloka 5                   | Šoštanj   | 96 m   | —      | 1977    | |
| 10. |       | Stara hladilna stolpa blokov 5 in 6 | Šoštanj   | 94 m   | —      |         | Identična stara hladilna stolpa 5 in 6 merita v višino 94 metrov. |
| 11. |       | Kotel TEŠ bloka 4                   | Šoštanj   | 89 m   | —      | 1972    | |
| 12. |       | Jeseniški dimnik                    | Jesenice  | 75 m   | —      | 1960-ta | Dimnik železarne Acroni na Jesenicah zgrajen v 1960ih. Danes ne deluje več, je pa simbol in kulturni spomenik mesta.                                                               |